# Casa Martin Bushnell
La Casa Martin Bushnell es una residencia histórica en la ciudad de Mansfield, una ciudad del estado de Ohio (Estados Unidos). Construida en 1892, la casa fue el hogar de Martin Bushnell, un destacado líder cívico, empresario y político, y ha sido nombrada un sitio histórico.

## Bushnell

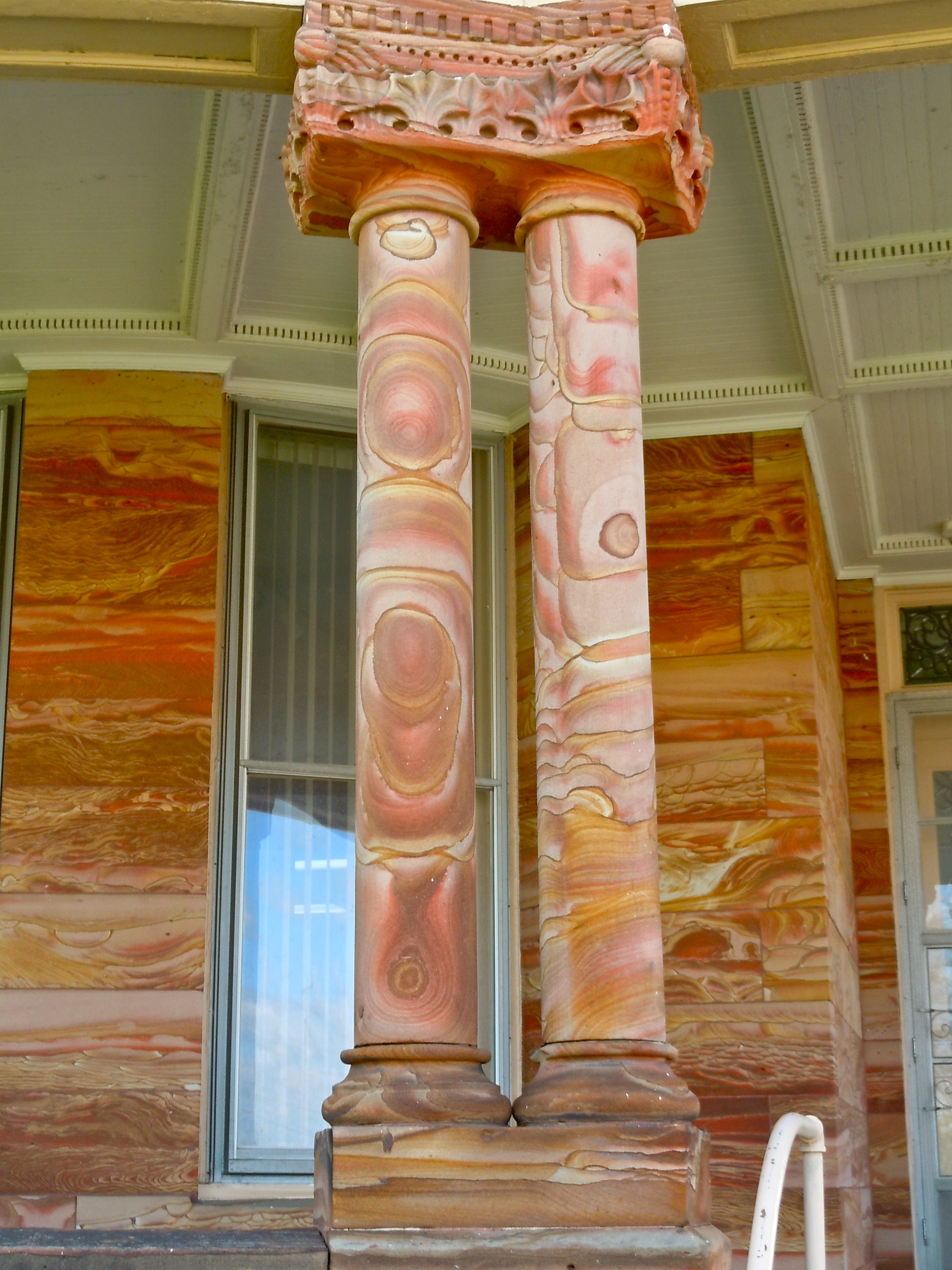
Uno de los pares de columnas del porche.

Nacido en 1837, Martin Bushnell fue miembro de una de las familias más antiguas del condado de Richland; sus antepasados fueron pioneros que llegaron en 1820. Su padre William sirvió tres mandatos en la Cámara de Representantes de Ohio, : 595 y el propio Martin sirvió un mandato en el Senado de Ohio, a partir de 1897. Antes de asumir un cargo público, Bushnell asistió a la Universidad de Denison y trabajó para una sucesión de empresas de Mansfield, : 596 pronto se convirtió en uno de los principales empresarios de la ciudad. : 597 Erigida en 1892, la casa de Bushnell se hizo conocida como el hogar de las figuras cívicas más prominentes de la ciudad: Bushnell ocupó el puesto de superintendente de escuelas de la ciudad y sirvió como administrador del Hospital Estatal de Columbus, y perpetuó aún más su nombre al darle a la ciudad un Estatua de Johnny Appleseed para colocar en un parque público.

## Arquitectura
La casa de Bushnell es una estructura románica richardsoniana construida principalmente de piedra: además de los diversos tipos de piedra que componen los cimientos y las paredes, la casa presenta un techo de pizarra y elementos de granito. Un gran porche se coloca en la parte delantera de la casa, con una ventana de arco de medio punto sobre el porche y una torre octogonal de dos pisos al costado. Los techos son de varios tipos: el de la torre se eleva a un punto empinado, mientras que otros tramos son a dos aguas. Los elementos verticales incluyen numerosas chimeneas, colocadas en puntos ampliamente separados en la línea del techo, así como las columnas emparejadas que sostienen el techo del porche. Se construyen pequeños óculos en varios lados de la torre, por encima de las ventanas del segundo piso, mientras que una ventana semicircular en el hastial delantero da al techo de la ventana de arco.  Estos elementos se combinan para transmitir una sensación de masa pura, típica de las casas construidas en el estilo románico richardsoniano.

## Preservación
En 1974, Bushnell House se incluyó en el Registro Nacional de Lugares Históricos. Una de las más de noventa ubicaciones con esta designación en el condado de Richland, calificó tanto por su arquitectura como por su lugar como el hogar de un residente local prominente. 